# Blågölen (Nykils socken, Östergötland)
Blågölen är en sjö i Linköpings kommun i Östergötland och ingår i Motala ströms huvudavrinningsområde.